# (589) Croacia
(589) Croacia es un asteroide perteneciente al cinturón de asteroides descubierto el 3 de marzo de 1906 por August Kopff desde el observatorio de Heidelberg-Königstuhl, Alemania.
Se le dio ese nombre en honor al estado europeo de Croacia.